# 小行星3586
小行星3586（英語：3586 Vasnetsov）是一颗围绕太阳公转的小行星。1978年9月26日，柳德米拉·瓦斯列娜·朱然勒娃在克里米亚发现了此天体。
这颗小行星的绝对星等为259.73265等。